# Quartier Français
Pour les articles homonymes, voir Quartier français.
Quartier Français est un lieu-dit de l'île de La Réunion, département d'outre-mer français dans le sud-ouest de l'océan Indien. Il relève des communes de Sainte-Suzanne et Saint-André, étant établi à cheval sur la frontière qui les sépare près de la côte nord-est de l'île. Il a donné son nom au groupe industriel Groupe Quartier Français, producteur de sucre de canne racheté en 2010 par le groupe français Tereos.